# الطود (الأقصر)
قرية الطود هي قاعدة مركز الطود في محافظة الأقصر في جمهورية مصر العربية. حسب إحصاءات سنة 2006، بلغ إجمالي السكان في الطود 27357 نسمة، منهم 13560 رجل و13797 امرأة.

## التاريخ
قرية الطود من القرى التاريخية حيث كانت إحدى مدن مصر القديمة، وكانت مقرًا لمعبد الإله المصري منتو. وذكر هنري جوتييه في كتابه «قاموس الأسماء الجغرافية في النصوص الهيروغليفية» أن اسمها المصري «Zert» أو «Zerti»، وفي العصر البطلمي كان اسمها الإغريقي «Touphioun»، ثم تحرّف الاسم في العصر الروماني ليُعرف باللاتينية «Tuphioum»، أما في اللغة القبطية فكان اسمها «Taoud».
يرجع أقدم الدلائل على تواجد قرية الطود تاريخيًا إلى عصر المملكة المصرية القديمة، حيث يتواجد بها عمود من الجرانيت يرجع لزمن الملك أوسركاف أحد ملوك الأسرة المصرية الخامسة، وهو الذي أمر بتوسيع معبد الإله منتو بها. كما تواجدت بها آثار لبناء يرجع لعصر الأسرة المصرية الحادية عشرة، تحمل جدرانه أسماء الملكين منتوحتب الثاني ومنتوحتب الثالث. وفي زمن الملك سنوسرت الأول، أقيم معبد جديد محل ذلك البناء، كما أضاف بطليموس الثامن بعض الأقسام لهذا المعبد.
بالإضافة إلى الإله منتو صاحب المعبد الذي شُيّد في القرية، كانت عبادة الإلهة إيونيت تحظى باهتمام أهل القرية. وفقًا للمؤرخ فلندرز بيتري، فقد كان هيمين هو معبود المدينة في العصر الإغريقي. كما انتشرت بها عبادة الإله سوبيك التمساح الذي كان من ضمن معبودات تلك المنطقة.
وبعد الفتح الإسلامي لمصر، حرّف المسلمون اسمها القبطي إلى «الطود»، وهو الاسم الذي ذكرها به ياقوت الحموي في معجم البلدان، فقال: «طود: بُليدة بالصعيد الأعلى فوق قوص ودون أسوان، لها مناظر وبساتين، أنشأها الأمير درباس الكردي المعروف بالأحول في أيام الملك الناصر صلاح الدين يوسف بن أيوب». كما ورد اسم «طود» في كتاب قوانين الدواوين للأسعد بن مماتي الذي أحصى قرى الروك الصلاحي الذي أجراه السلطان الأيوبي الناصر صلاح الدين سنة 572هـ/1176م، وفي كتاب «التحفة السنية في أسماء البلاد المصرية» لابن الجيعان الذي حصر القرى المصرية بعد الروك الناصري الذي أجراه السلطان المملوكي الناصر محمد بن قلاوون سنة 715هـ/1315م ضمن قرى أعمال القوصية. وفي سنة 1231هـ/1816م، تغيّر اسمها إلى «السلامية». وفي سنة 1305هـ/1888م، قُسّمت القرية إلى السلامية بحري وقبلي، وفي سنة 1322هـ/1904م، تم إعادة اسم «الطود» ليحل محل اسم «السلامية بحري».

## آثار القرية

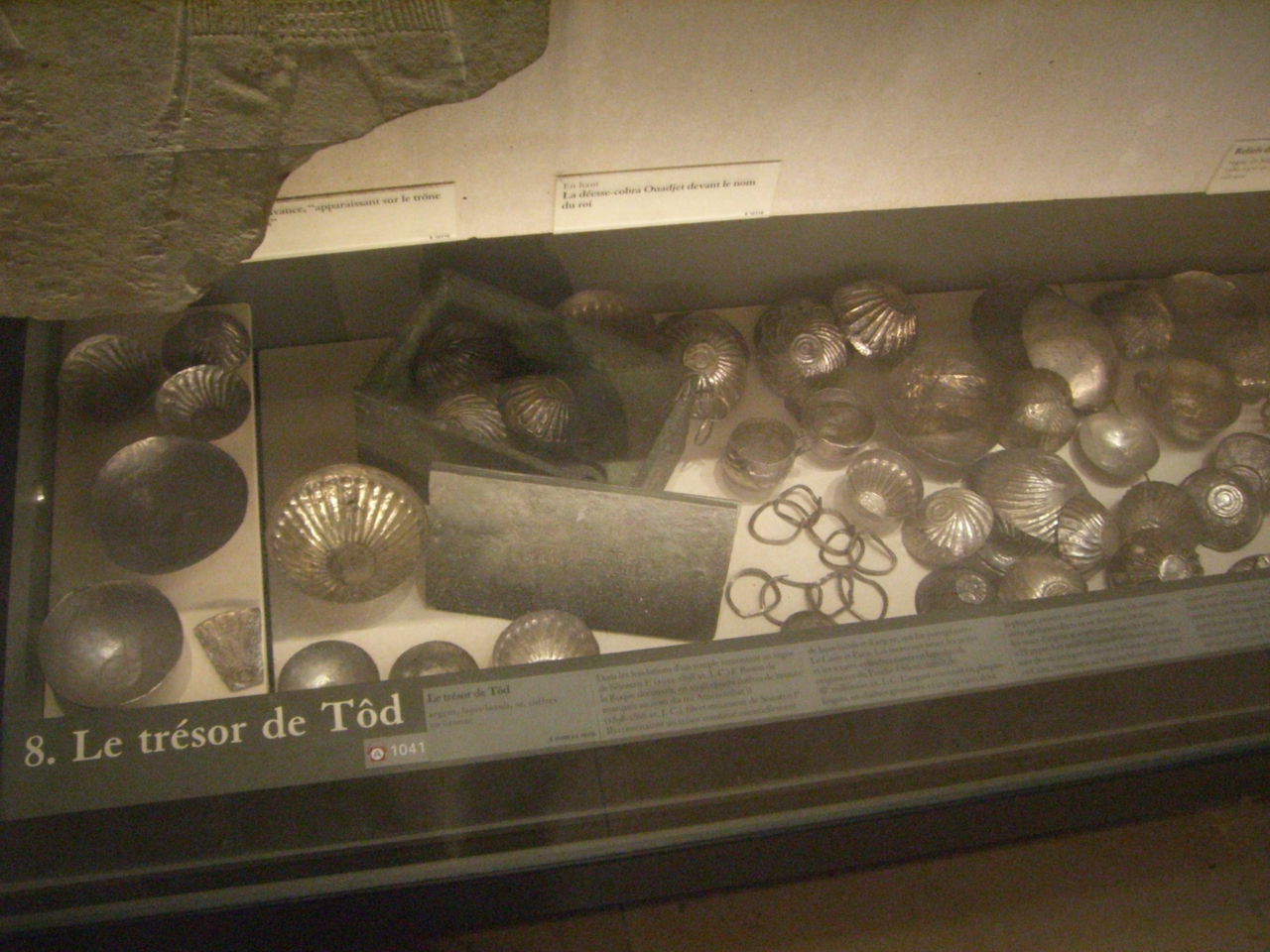
كنز الطود المعروض في متحف اللوفر.

زار جان فرانسوا شامبليون القرية، وكتب: «في 7 مارس، زرنا أطلال مدينة توفيوم القديمة التي تقع قرية الطود على الضفة اليمنى للنهر بالقرب من سلسلة الجبال العربية، قريبة للغاية من أرمنت التي تقلبلها على الضفة الأخرى. وجدنا قسمين أو ثلاثة أقسام من معبد، يسكنها فلاحون أو مواشيهم. في أكبر تلك الأقسام، لا يزال هناك بعض النقوش التي توضح أن المعبد كان لعبادة الآله منتو والإلهة رعيت تاوي وابنهم حورس، كما في معبد حرمونثيس عاصمة المقاطعة التي كانت تقع فيها مدينة توفيوم.»
في سنة 1936م، اكتشف علماء آثار في أساسات المعبد المتهدّم عدد من القطع الأثرية من المعدن أو اللازورد. كانت معظم القطع المعدنية مصنوعة من الفضة. كانت تخص عدد من المسئولين المجهولين، كما لم يستدل على العصر الذي تنتمي إليه تلك القطع، ولكن يُعتقد أنها ليست من أصل مصري حيث تتشابه مع نمط القطع الأثرية التي وجدت في مدينة كنوسوس في كريت، والتي يرجع تاريخها إلى ‍1900-1700 ق.م.‍‍.
كان اكتشاف هذه القطع الأثرية على يد فرناند بيسون دي لا روك الذي اكتشف أربع صناديق (منقوش عليها اسم الفرعون أمنمحات الثاني) مصنوعة من النحاس تحتوي على هذه القطع الأثرية. افترض روجر موراي أن هذا الكنز صُنع في آسيا، أو على الأقل جزء منه، تحديدًا في إيران. كما وجدت بعض القطع الذهبية في هذا الكنز، رُبما جُلبت من الأناضول. استُنتج أصل تلك القع الفضية عن طريق التحليل النسبي لمكوناتها المعدنية. ويدلّل وجود تلك القطع المجلوبة من مناطق عدة من العالم القديم على وجود حركة تجارة بين المصريين القدماء والحضارات القديمة.
بلغ مجموع أوزان القطع الذهبية في الكنز 6.98 كجم، والفضية 8.87 كجم. بعد اكتشاف الكنز، تم تقسيمه بين متحف اللوفر والمتحف المصري.